# Calamus albidus
Calamus albidus là loài thực vật có hoa thuộc họ Arecaceae. Loài này được L.X.Guo & A.J.Hend. mô tả khoa học đầu tiên năm 2007.